# Otton Dąbrowski
Otton Dąbrowski (ur. 13 grudnia 1922 w Krośnie, zm. 16 maja 2016) – polski inżynier, specjalista budownictwa lądowego.

## Życiorys
W 1949 ukończył studia w Politechnice Wrocławskiej, następnie pracował na macierzystej uczelni, w Instytucie Inżynierii Lądowej. Doktoryzował się w 1957, w 1966 mianowany profesorem nadzwyczajnym, w 1972 otrzymał tytuł profesora zwyczajnego. W latach 1956–1966 i 1968-1973 kierował Zakładem Wytrzymałości Materiałów, w latach 1966-1968 Katedrą Mechaniki Budowli, w latach 1965–1968, 1971–1973 i 1990–1993 był dziekanem Wydziału Budownictwa Lądowego, w latach 1981–1982 prorektorem Politechniki, w latach 1987–1990 dyrektorem Instytutu Inżynierii Lądowej. W latach 1973–1978 pracował na Uniwersytecie Ahmadu Bello w Nigerii.
Był członkiem Wrocławskiego Towarzystwa Naukowego, sekretarzem i przewodniczącym Wydziału VI WTN, członkiem Komitetu Inżynierii Lądowej i Wodnej PAN (1989-1998).
Pochowany został 20 maja 2016 cmentarzu Świętej Rodziny we Wrocławiu.

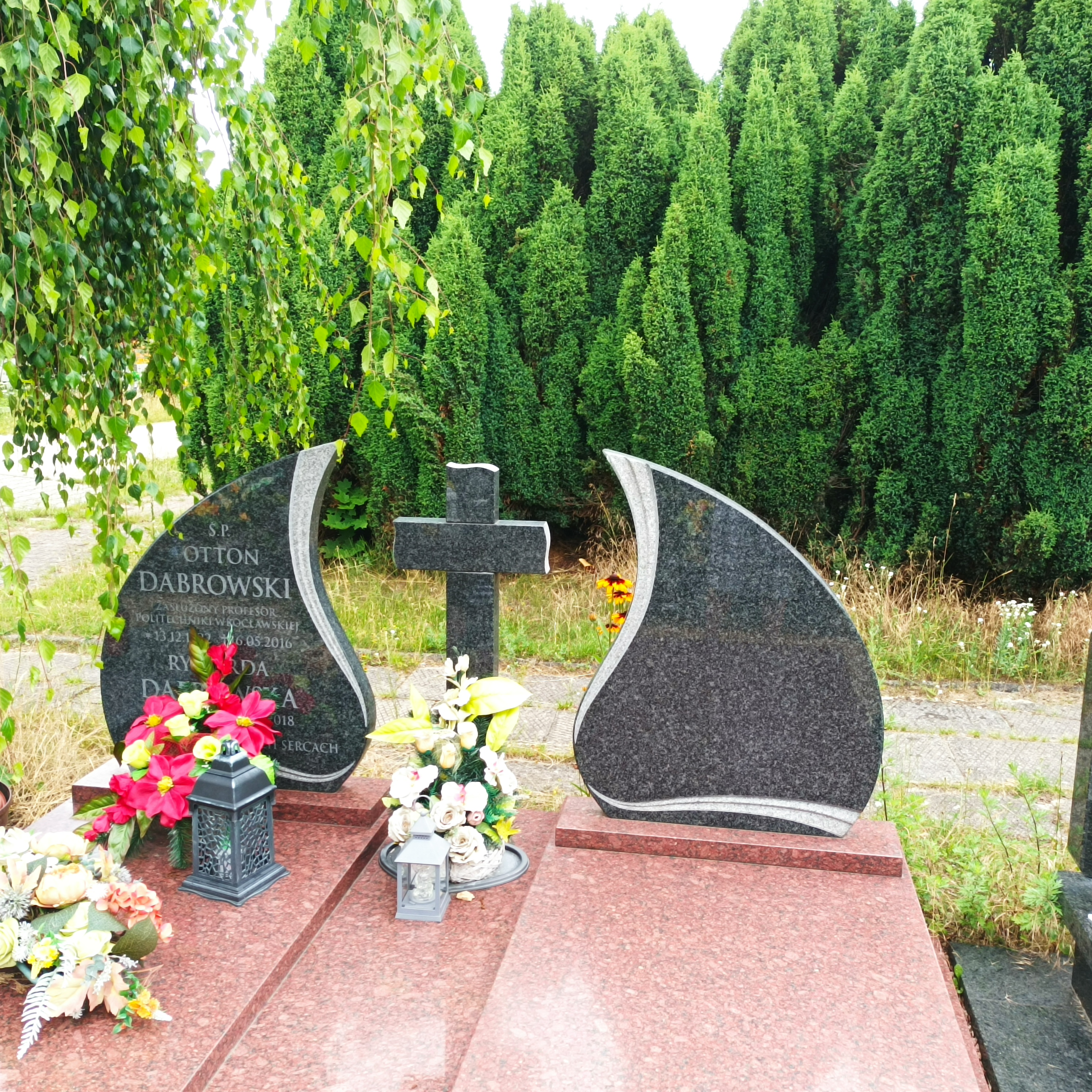
Grób prof. Ottona Dąbrowskiego na Cmentarzu Świętej Rodziny we Wrocławiu

## Odznaczenia
- Krzyż Kawalerski Orderu Odrodzenia Polski (1973)
- Krzyż Oficerski Orderu Odrodzenia Polski (1988)
- Złoty Krzyż Zasługi
- Medal Komisji Edukacji Narodowej (1983)
- Medal im. prof. Stefana Kaufmana (2003)[2]